# Supremacy 1914
Supremacy 1914 é um jogo de estratégia multiplayer em tempo real para computador e mobile. Foi criado pela Bytro Labs e publicado pela Bigpoint Games. Nele, o jogador escolhe um país do mundo para governar durante a primeira guerra mundial. O jogador compete com países controlados por IA (inteligência artificial) e compete em tempo real com países controlados por outras pessoas. Gestão de recursos, construções em províncias, estratégia, raciocínio lógico e, principalmente, trabalho em equipe em alianças e coalizões são os pontos fundamentais do jogo. 
O objetivo é a conquista de todo o globo ou atingir a quantidade de pontos necessária para a vitória. A vista principal do jogo é um mapa que corresponde a uma projeção de Mercartor com os continentes, países e oceanos. O mapa pode ser aproximado para ver mais detalhes ou afastado para analisar uma área maior do globo. Há também uma exibição de província que permite que as construções para aquela província sejam vistas de uma maneira mais realista do que o formato presente na maioria dos games do gênero. 
O jogo está hospedado na Alemanha, onde a maioria dos jogadores estão. Porém, há um número considerável de jogadores nos Estados Unidos, na Espanha, no Reino Unido, no Brasil e no Japão, dentre muitas outras nações. Mais de 4000 jogadores estão ligados a cada dia. 
Supremacy 1914 foi eleito o melhor jogo de navegador do ano de 2009, segundo a Game Genetics (Browser Game of the Year 2009).

## Mundo do Jogo
O mundo do jogo é dividido em províncias, cada província é composta por uma cidade e estradas que ligam a outras províncias. O jogador observa o mundo como um mapa marcado com as unidades e províncias onde a cor indica o proprietário (cada país tem sua própria cor que é constante ao longo de todos os jogos). Todos os países que não são controlados por um jogador tem um sofisticado sistema de IA.
  É possível escolher um dos seguintes mapas do jogo:
- Mapa 1 - Europa 1914 (10 jogadores): O cenário padrão: 10 nações uniformemente equilibradas com alocações de recursos ligeiramente diferentes concedem um começo justo e interessante para todos os jogadores. Províncias normais todos tem a mesma produção de recursos e nenhuma nação tem uma vantagem de predefinição.
- Mapa 2 - Europa 1910 histórico (8 jogadores): mapa com as fronteiras historicamente corretos de 1910. Nações diferem em tamanho e população, que é a chave para a produção de uma província. Este mapa é especialmente adequado para o modo de cenário equipe jogando pela Tríplice Entente (Grã-Bretanha, França, Itália, Rússia) contra as potências centrais (Império alemão, Áustria Hungria, Império Otomano, Bulgária).
- Mapa 3 - A grande guerra (contém o leste da América do Norte, norte da África e uma parte do Oriente Médio) (31 jogadores): um grande mapa com partes da América do Norte, África e Ásia na fronteira com o ponto foco da Europa. Nações são uniformemente equilibradas em produção, força e recursos. A chave para a sobrevivência e a vitória são alianças fortes e superioridade logística na gestão de linhas de abastecimento longas.
- Mapa 4 - Batalha pela Europa Ocidental (4 jogadores): contém 4 principais países; França, Alemanha, Áustria, Grã-Bretanha, projetado para os jogos de ritmo acelerado 2v2.
- Mapa 5 - Sudeste da Ásia (15 jogadores): Mapa com 15 nações uniformemente equilibradas e uma grande parte de do mapa feito de ilhas.
- Mapa 6 - América do Sul 1914 (10 jogadores): um mapa equilibrado puramente do continente sul-americano, onde domina a guerra terrestre.
- Mapa 7 - Oriente Médio 1914 (30 jogadores): este mapa contém todos os países do norte de África, Médio Oriente e Europa, na fronteira com o mar Mediterrâneo. As ações são uniformemente equilibradas em produção, força e recursos.
- Mapa 8 - EUA vs México (2 jogadores): um mapa, centrado sobre o Golfo do México, com o sul dos Estados Unidos e o México como os principais países;
- Mapa 9 - Mundo em Chamas (100 jogadores): um mapa global: centenas de nações das quais 100 são jogadas por players e contém mais de 800 provícias.
- Mapa 10 - A Grande Guerra (500 jogadores): o maior mapa do jogo, apresenta 500 países de jogadores espalhados por toda a parte do mundo. Um mapa demorado e com guerras gigantescas.

Jogos geralmente duram de quatro a oito semanas, embora esta figura pode variar amplamente baseado no mapa, as escolhas feitas pelos jogadores individuais e muitos outros fatores. 

## Características do jogo

### Exército
O exército é principalmente composto por infantaria. É fundamental também a construção de tropas mecanizadas, como artilharia e tanques. Todas as unidades de terra podem ser transportadas por via marítima em navios (não há necessidade de construir, aparecem quando o jogador atinge uma costa). Mais tarde no jogo, o jogador pode construir canhões ferroviários, e navios de guerra, que podem atacar com grande eficiência no mar. As tropas recebem suas ordens diretamente a partir da exibição de mapa e realizam-nas imediatamente, embora os atrasos possam ser definidos. 

### Províncias
Recursos diferentes (cereais, peixe, ferro, madeira, carvão, petróleo ou gás) são produzido em cada província. Esses recursos são divididos em alimentos, materiais e recursos energéticos. Muitos tipos diferentes de edifícios podem ser construídos em cada província. Escritórios de Recrutamento e Quartéis são utilizados para a produção de tropas, que requerem uma manutenção (paga com cereais) cada dia. Oficinas e fábricas permitem a produção de unidades mecanizadas (artilharias, tanques, canhões). Fortalezas permitem o aumento da defesa de tropas dentro da cidade provincial. Portos (que só podem ser colocados em províncias litorais), permitem uma redução nos tempos de embarque/desembarque e a produção de navios/submarinos. Ferrovias aceleram o movimento de tropas da província e são necessárias para canhões ferroviários se moverem através do mapa. Além disso, fábricas, portos e ferrovias promovem um grande aumento na produção de matérias-primas. Cada província incorre em um custo de 1000 alimentos, materiais e de energia por dia. 

### Moral
A Moral desempenha um papel importante no jogo. Províncias com moral baixa podem rebelar-se e juntar-se a outro país, tropas com moral baixa são mais fracas e menos recursos são produzidos quanto a moral é menor. A moral é influenciada por uma variedade de fatores, incluindo a moral de em torno de províncias, quantos upgrades são na província, e quão próximo é para a capital. 

### Alianças
O jogo permite que os jogadores reunam-se em alianças. Ao fazer parte de uma aliança, você pode jogar partidas contra outras alianças em diversos cenários. 
Essas alianças precisam conversar e combinar constantemente suas estratégias para uma melhor eficiência nas partidas. Dessa forma, costumam usar o WhatsApp e/ou o Discord para compartilhar prints e sugestões de ataques. Como uma consequência disso, a maior parte das alianças também têm grupos de conversas sobre assuntos de fora do jogo. Isso permite a criação vínculo e amizade dentre os jogadores, o que torna o game ainda mais estimulante e divertido.

## Diplomacia e espionagem
No jogo, você pode declarar guerra, formar coalizões e impor embargo comercial. Você também pode enviar mensagens para outros jogadores e colocar espiões que tentam interceptar comunicações de outros países. Espiões também podem monitorar os movimentos e posições das tropas além de realizar sabotagem econômica e militar.
 O Diário Europeu
O jogo tem um jornal diário que gera artigos sobre eventos do mundo (incluindo as baixas em cada lado das guerras atuais), bem como artigos escritos por outros jogadores. Esses artigos podem ser escritos anonimamente. O jornal também mostra o ranking do jogo atual em determinados atributos, como poderio militar e eficiência econômica. 
Em um roleplay,  os jogadores podem escrever artigos sobre eventos fictícios em curso no país deles, dependendo do tipo de roleplay. Nesse contexto, alguns jogadores mal intencionados tentam criar personagens que desrespeitam os direitos humanos e o bom senso, com falas e histórias de Racismo, Nazismo e outros tipos de preconceitos. Evidentemente, jogadores que criam esse tipo de história são denunciados para moderadores do jogo que prontamente os banem das partidas.